# Mit Aino
Mit Aino (fiń. Aino-taru) – tryptyk Gallen-Kalleli, pierwszy obraz z serii wielu inspirowanych fińskim eposem narodowym Kalevalą.

## Historia
Obraz przedstawia historię Aino, siostry Joukahainena.
Joukahainen wyzwał Väinämöinena – najstarszego syna bogini Ilmatar, wiekowego zaklinacza na pojedynek śpiewaczy. Jednak starszy i potężniejszy Väinämöinen pokonał go, zatapiając po sam czubek głowy w bagnie. Joukuhainen w zamian za ocalenie życia obiecał zwycięzcy swoją siostrę za żonę. Matce Aino i Joukahainena schlebiała wizja małżeństwa córki z Väinämöinenem, Aino jednak nie była chętna wychodzić za starca. Zdesperowana pobiegła nad brzeg jeziora, by popływać z pannami boginki wodnej Vellamo. Naga przysiadła na skale która nagle pogrążyła się w toni wodnej. Aino utonęła, lecz nie umarła. Väinämöinen wyłowił ją przy pomocy magicznej sieci, jednak Vellamo zdążyła zmienić dziewczynę w rybę. Kiedy Väinämöinen nie rozpoznał w rybie dawnej narzeczonej i zabierał się do patroszenia, Aino uciekła do wody, gdzie z powrotem przybrała ludzką postać.
Gallen-Kallela namalował dwie wersje obrazu – pierwszą podczas pobytu w Paryżu w 1889 roku (wersja ta znajduje się w kolekcji Banku Finlandii) i drugą – na zlecenie senatu – po powrocie z Karelii w 1891 roku (dzieło znajduje się w zbiorach muzeum sztuki Ateneum). Gallen-Kallel zaprojektował i wykonał również ramy obydwu tryptyków. Pierwszą zdobią złote swastyki na ciemnym tle – symbol wieczności i szczęścia, drugą karelskie motywy dekoracyjne i wersy Kalevali.
Modelką postaci Aino z 1891 roku była Mary Helena Slöör – żona artysty, a postaci Väinämöinena Rimmi Uljaska z Karelii, gdzie malarz z żoną spędzali miesiąc miodowy i gdzie Gallen-Kallela rozpoczął malowanie obrazu.
Mit Aino z 1891 roku został pokazany rok później na Salonie Paryskim, lecz nie spotkał się z entuzjastycznym przyjęciem.

## Opis
Obraz (200 × 413 cm) podzielony jest na trzy części. W lewym skrzydle ukazana jest scena pierwszego spotkania Aino i Väinämöinena. Na prawym widać Aino zanim znalazła się w wodzie – siedzącą na skale, rozważającą rzucenie się do wody, by uniknąć małżeństwa z Väinämöineem. W części środkowej przedstawiono ucieczkę Aino przed Väinämöinenem.